# جان جاك أنو
جان جاك أنو (بـالفرنسية: Jean-Jacques Annaud)(ولد في 1 أكتوبر 1943) هو مخرج، منتج أفلام وكاتب سيناريو فرنسي.اشتهر باخراجه للأفلام طلب النار 1981 واسم الوردة 1986 والعاشق 1991 وسبع سنوات في التبت 1997. تلقى انو العديد من الجوائز لأعماله منها أربع جوائز سيزار و واحدة منها جائزة ديفيد دي دوناتيلوو واحدة منها جائزة الأكاديمية الوطنية للسينما. أول فيلم لأنو،أبيض وأسود في اللون 1976 ، حصل على الجائزة الأكادمية ( جائزة الأوسكار ) لأفضل فيلم بلغة اجنبية

## السيرة الذاتية
ولد جان جاك أنو لعائلة متواضعة. وكان جان رينوار مثله الأعلى الذي دفعه للعمل على فهم أفكار الغير. درس الأدب، واللغة اليونانية القديمة. بعد مزاولته التعليم بمدرسة لوي لوميير، ثم بمعهد الدراسات العليا السنمائية بباريس، عرف عن طريق الإعلانات التجارية. حصل على جائزة الأوسكار لأفضل فيلم بلغة أجنبية في عام 1976 عن فيلمه الأول النصر بالغناء. ثم طلب من جان إنتاج فيلم ضربة رأس، الذي كتبه فرانسيس فيبار وبطولة باتريك ديوار.
انتقل بعد ذلك إلى مشاريع طموحة ومكلفة مثل طلب النار (1981) والدب (1988)، اثنين من الأفلام التي تلقى عنها جائزة سيزار لأفضل مخرج، وأظهر خبرة فنية صلبة عندما أنبج فلم اسم الوردة لرواية لأمبرتو إيكو في عام 1986 أو العشيق لرواية لمارغريت دوراس في عام 1992.
يحب الديانات الوثنية والوثنيين الذين يرون أننا من نفس السلالة وهو معاد للاستعمارية. يحب الطبيعة. باستثناء ضربة رأس، أفلامه بدعو للرجوع إلى الماضي. إنه يحب زيارة الأماكن التي لا نراها خارج السينما. وقال إنه يود أن يصنع فيلم خيال علمي، ولكن لم يعثر بعد على موضوع مناسب. هنري فيرنوي، في عام 1995، قال انه نادرا ما نجد مخرجين من طينة جان جاك أنو ولوك بيسون.
في 21 نوفمبر 2007، انتخب لأكاديمية الفنون الجميلة ليشغل كرسي جيرار أوري الذي توفي حديثا (1919-2006).

## أفلامه

### مخرج
- 1976 : النصر بالغناء، الإصدار الجديد في عام 1977 تحت عنوان : بيض وسود يالألوان
- 1979 : ضربة رأس
- 1981 : حرب النار
- 1986 : اسم الوردة
- 1988 : الدب
- 1992 : العشيق
- 1995 : أجنحة الشجاعة (أول فيلم روائي طويل باستخدام تقنية IMAX)
- ا1997: سبع سنوات في التيبت
- 2001 : العدو على الأبواب
- 2004 : أخوان
- 2007 : صاحب الجلالة الصغرى
- 2011 : الذهب الأسود
- 2015 : طوطم الذئب وبالفرنسية Le Dernier Loup وتعني الذئب الأخير

### كاتب سيناريو
- 1978 : أنا خجول ولكن أتعالج، من إخراج بيير ريتشارد

## جوائز
- 1976 : جائزة أوسكار لأفضل فيلم بلغة أجنبية عن النصر بالغناء
- 1981 : سيزار لأفضل فيلم وأفضل مخرج عن حرب النار
- 1986 : سيزار لأفضل فيلم أجنبي عن اسم الوردة
- 1989 : سيزار لأفضل مخرج عن الدب

## وصلات خارجية
- جان جاك أنو على موقع IMDb (الإنجليزية)
- جان جاك أنو على موقع مونزينجر (الألمانية)
- جان جاك أنو على موقع ألو سيني (الفرنسية)
- جان جاك أنو على موقع تيرنر كلاسيك موفيز (الإنجليزية)
- جان جاك أنو على موقع أول موفي (الإنجليزية)
- جان جاك أنو على موقع بوكس أوفيس موجو (الإنجليزية)
- جان جاك أنو على موقع قاعدة بيانات الأفلام السويدية (السويدية)
- جان جاك أنو على موقع إن إن دي بي (الإنجليزية)
- جان جاك أنو على موقع ديسكوغز (الإنجليزية)
- جان جاك أنو على موقع قاعدة بيانات الفيلم (الإنجليزية)
- موقع جون جاك أنو الرسمي